# تیسا فارو
تیسا فارو (انگلیسی: Tisa Farrow) (۲۲ ژوئیهٔ ۱۹۵۱ – ۱۰ ژانویهٔ ۲۰۲۴) بازیگر بازنشستهٔ اهل ایالات متحده آمریکا بود. از فیلم‌هایی که وی در آنها نقش داشته‌است، می‌توان به سایه‌های ناآشنا در اتاقی خالی، آدم‌خوار، کشته‌های زمستان، منهتن، زامبی ۲، برخی آنرا عشق می‌نامند و انگشت‌ها اشاره کرد.
فارو در ۱۰ ژانویه ۲۰۲۴، در ۷۲ سالگی و در خواب درگذشت.